# رونزه هائو
رونزه هائو (چینی: 郝润泽؛ زادهٔ ۳ مهٔ ۱۹۹۷) بازیکن فوتبال اهل چین است که در پست دفاع بازی ‌می‌کند. آخرین باشگاهی که او برای آن بازی کرد رادنیشکی نیش در سوپر لیگ  فوتبال صربستان بود.